# مری واشبرن
مری واشبرن (انگلیسی: Mary Washburn; ۴ اوت ۱۹۰۷ – ۲ فوریهٔ ۱۹۹۴) ورزشکار دو و میدانی اهل ایالات متحده آمریکا بود.